# محمد توفيق الطيبي
محمد توفيق الطيبي (1888 – 30 نوفمبر 1974) هو قاضي ورجل دين وسياسي فلسطيني، وُلد في قرية الطيبة في قضاء طولكرم بفلسطين، يُعد من رجالات الرعيل الأول الذي شاركوا في الحركة الوطنية الفلسطينية منذ بداياتها. تولى مناصب قضائية وشرعية وسياسية رفيعة منها قاضيًا شرعيًا للقدس، ورئيسًا لمحكمة الاستئناف الشرعية بالقدس، وعضوًا في المجلس الإسلامي الفلسطيني الأعلى، وعضوًا في الهيئة العربية العليا لفلسطين، ورئيسًا لمكتب الهيئة العربية العليا لفلسطين في لبنان.

## سيرته
وُلِدَ محمد توفيق الطيبي في قرية الطيبة في قضاء طولكرم بفلسطين عام 1888. تلقى تعليمه الابتدائي في مدينة طولكرم ثم واصل تعليمه الإعدادي والديني في مدينة نابلس.
بدأ حياته العملية عندما عُين عام 1905 موظفًا في المحكمة الشرعية في طولكرم، فاستمر في محكمة طولكرم الشرعية لسنواتٍ تولى خلالها عدة مسؤوليات منها رئيسًا لكتاب المحكمة وهو الذي يقوم بتدوين وتسجيل محاضر جلسات المحكمة، ثم تولى منصب القاضي الشرعي في صفد وطبرية وذلك منذ عام 1920 وحتى عام 1923، ومنذ عام 1923 وحتى عام 1925 تولى منصب القاضي الشرعي في يافا، ثم منصب القاضي الشرعي في حيفا منذ عام 1925 وحتى عام 1927، ثم تولى منصب القاضي الشرعي في القدس منذ عام 1927 وحتى عام 1930.
تولى أرفع المناصب القضائية والشرعية في فلسطين خلال فترة الانتداب البريطاني، ففي عام 1931 تولى منصب المفتش العام لجميع المحاكم الشرعية في فلسطين وبقي فيه حتى عام 1933، ثم اختير عضوًا في محكمة الاستئناف الشرعية في القدس حتى عام 1940، ثم تولى منصب رئيس محكمة الاستئناف الشرعية في القدس، وعضوًا في المجلس الإسلامي الأعلى.
ساهم وشارك في المؤتمرات العربية والإسلامية التي عقدت لأجل فلسطين والقدس، منها مشاركته في "مؤتمر علماء فلسطين الأول" المُنعقد في مدينة القدس بجوار المسجد الأقصى في 25 يناير 1935 بحضور حشدٍ من كبار علماء ورجال الدين، وهو المؤتمر الذي كان من آثاره تشكيل "جمعية الأمر بالمعروف والنهي عن المنكر" التي كان الطيبي عضوًا فيها كما اختير أمينًا لمالها.
كما ساهم في إصلاح المحاكم الشرعية في فلسطين وتنظيمها، وشارك في تأسيس ودعم المدارس والمعاهد والجمعيات الإسلامية، كما تمكن من إنقاذ أراضي فلسطينية عدة عبر ترتيب شراء صندوق الأمة العربي لها.
كان عضوًا في الهيئة العربية العليا لفلسطين وهي الكيان السياسي الممثل للفلسطينيين، وفي أعقاب النكبة الفلسطينية عام 1948 فقد انتقل إلى لبنان وبقي فيها حتى وفاته عام 1974 وتولى خلال هذه المدة عددًا من المناصب السياسية، منها أن استمر عضوًا في الهيئة العربية العليا لفلسطين، كما كلفه المفتي أمين الحسيني في 26 نوفمبر 1953 بمنصب رئيس مكتب الهيئة العربية العليا لفلسطين في لبنان خلفًا للسياسي الفلسطيني عبد الله سمارة ورئيسًا للجنة العُليا المُشرفة على شؤون الفلسطينيين في لبنان.

## وفاته
تُوفي محمد توفيق الطيبي صباح يوم السبت 30 نوفمبر 1974 في العاصمة اللبنانية بيروت، ودُفن فيها في يوم الأحد 1 ديسمبر 1974 في "مثوى شهداء فلسطين" بعد أن صُلي على جثمانه في "مسجد الشهداء".
نعته الهيئة العربية العليا لفلسطين في بيانٍ لها عقب وفاته جاء فيه: "الهيئة العربية العليا لفلسطين تنعى للشعب الفلسطيني وللأمة العربية والإسلامية رجلًا من رجال الرعيل الأول الذين جاهدوا حق الجهاد وشاركوا في الحركة الوطنية الفلسطينية منذ بدايتها سماحة الفقيد الشيخ محمد توفيق الطيبي".